# مصنع الطائرات (الهيئة العربية للتصنيع)
مصنع الطائرات هو أحد مصانع الهيئة العربية للتصنيع ويمثل الركيزة الأساسية لصناعة الطيران في مصر منذ إنشائه.
قام المصنع بإسهامات عديده في مجال تصنيع وتجميع الطائرات بداية من طائرة التدريب النفاثة القاهرة 200 وصولا إلى طائرة التدريب المتقدم والمعاونة الأرضية هونج دو الطراز (K-8E) حيث وصلت نسبة التصنيع المحلى فيها إلى 94 % كما تمكن المصنع من تصنيع أول قمر صناعى مصري بنسبة 70%.
أنشئ هذا المصنع في حلوان عام 1950 ليصبح باكورة صناعة الطائرات في مصر 
قام المصنع بتصنيع وتجميع العديد من الطائرات لصالح القوات الجوية المصرية منها :
- طائرة التدريب حلوان 200  [لغات أخرى]‏
- نموذج تجريبي للمقاتلة حلوان 300
- طائرة التدريب ألفا جت
- طائرة التدريب كيه-8
- طائرة دون طيار سافران باترولر[2]

بالنسبة لطائرة التدريب كيه-8 فهي مشروع لطائرة تدريب صينية الأصل، تقوم مصر بتجميعها وتصنيعها بموجب اتفاقية بين الهيئة العربية للتصنيع وشركة كاتيك الصينية منذ عام 2000 ، وحاليا يتم تصنيع هذه الطائرة بنسبة 98% محليا داخل مصر .

## نبذة
يمثل مصنع الطائرات الركيزة الأساسية لصناعة الطيران في جمهورية مصر العربية منذ انشائه عام 1950.
قام المصنع بإسهامات عديده في مجال تصنيع وتجميع الطائرات بداية من طائرة التدريب النفاثة القاهرة 200 والطائرة المقاتلة الاسرع من الصـوت القاهرة 300 وطائرة التدريب الراقى الالفاجيت وطائرة التدريب التوكانو ووصولا إلى طائرة التدريب المتقدم والمعاونة الأرضية K-8E والتي وصل عمق التصنيع المحلى بها إلى 94 % من أعمال الهيكل والكهرباء.
يمتلك المصنع كافة المعدات والالات وأجهزة الاختبار الحديثة والعمالة المدربة على كافة المستويات والتي تؤهله للوفاء بمتطلبات العمل في مجال صناعة الطيران.
يقوم المصنع بتصنيع قائمة من اجزاء الطائرات الفرنسية لصالح شركة داسو وشركة ساجيم وتقوم هذه الشركات بعمل مراجعات على أسلوب التصنيع ونظام الجودة المتبع بالمصنع للتأكد من سلامة وجودة الاجزاء المصنعة.

## الشهادات التي حصل عليها المصنع
حصل المصنع على شهادات الاعتماد من سلطة الطيران المدنى المصرية في مجالات الاختبارات اللا إتلافية واللحام والدهان وبعض إمكانيات المعامل في المعايرة.
حصل المصنع على شهادة اعتماد سلطة الطيران المدنى المصرية للقيام بتصنيع قائمة من قطع غيار الطائرات المدنية الفرنسية وتصنيع المواسير، الخراطيم، الدعامات والوصلات................ الخ لاى طراز من الطائرات وكذلك تصنيع اجزاء الطائرات ذات تصميم عش النحل علاوة على المعاملات السطحية والحرارية للاجزاء.